# Liste der Kulturdenkmale in Schopfloch (Schwarzwald)
In der Liste der Kulturdenkmale in Schopfloch sind alle Bau- und Kunstdenkmale der Gemeinde Schopfloch verzeichnet, die im „Verzeichnis der unbeweglichen Bau- und Kunstdenkmale und der zu prüfenden Objekte“ des Landesamts für Denkmalpflege Baden-Württemberg verzeichnet sind.
Diese Liste ist nicht rechtsverbindlich. Eine rechtsverbindliche Auskunft ist lediglich auf Anfrage bei der Unteren Denkmalschutzbehörde des Landkreises Freudenstadt erhältlich.

## Allgemein
- Bild: Zeigt ein ausgewähltes Bild aus Commons, „Weitere Bilder“ verweist auf die Bilder im Medienarchiv Wikimedia Commons.
- Bezeichnung: Nennt den Namen, die Bezeichnung oder die Art des Kulturdenkmals.
- Lage: Straßenname und Hausnummer oder Flurstücknummer des Kulturdenkmals, gegebenenfalls auch den Ortsteil. Die Grundsortierung der Liste erfolgt nach dieser Adresse. Der Link (Karte) führt zu verschiedenen Kartendiensten mit der Position des Kulturdenkmals. Fehlt dieser Link, wurden die Koordinaten noch nicht eingetragen. Sind diese bekannt, können sie über ein Tool mit einer Kartenansicht einfach nachgetragen werden. In dieser Kartenansicht sind Kulturdenkmale ohne Koordinaten mit einem roten bzw. orangen Marker dargestellt und können durch Verschieben auf die richtige Position in der Karte mit Koordinaten versehen werden. Kulturdenkmale ohne Bild sind an einem blauen bzw. roten Marker erkennbar.
- Datierung: Baubeginn, Fertigstellung, Datum der Erstnennung oder grobe zeitliche Einordnung entsprechend des Eintrags in der zuständigen Denkmaldatenbank (Landesamt für Denkmalpflege Baden-Württemberg).
- Beschreibung: Kurzcharakteristik des Kulturdenkmals.

## Schopfloch
| Bild           | Bezeichnung                     | Lage                                      | Datierung             | Beschreibung | ID |
| -------------- | ------------------------------- | ----------------------------------------- | --------------------- | ------------ | -- |
|                | Bahnhofsgaststätte              | Schopfloch, Bahnhofstraße 22 (Karte)      | Ende 19. Jh.          | Prüffall     |    |
| Weitere Bilder | Bahnhof                         | Schopfloch, Bahnhofstraße 23, 25 (Karte)  | um 1878/79            |              |    |
|                | Haus Beilharz                   | Schopfloch, Bahnhofstraße 26 (Karte)      | Ende 19. Jh.          |              | BW |
|                | Hofanlage                       | Schopfloch, Dornstetter Straße 2 (Karte)  | 1800                  |              | BW |
|                | Gasthaus Schwanen               | Schopfloch, Dornstetter Straße 15 (Karte) | 1873                  |              | BW |
|                | Hofanlage                       | Schopfloch, Gartenstraße 15 (Karte)       | Mitte 19. Jh.         |              | BW |
|                | Fachwerkbau                     | Schopfloch, Gartenstraße 20 (Karte)       |                       |              | BW |
|                | Hofanlage                       | Schopfloch, Gartenstraße 22 (Karte)       | 1. Hälfte des 19. Jh. |              | BW |
|                | Hofanlage                       | Schopfloch, Gartenstraße 23 (Karte)       | Anfang 19. Jh.        |              |    |
|                | Gusseiserne Schrifttafel        | Schopfloch, Glattener Straße              | 1877                  |              |    |
|                | Hofanlage                       | Schopfloch, Glattener Straße 5 (Karte)    | 17./18. Jh.           |              | BW |
|                | Brunnenstock mit Trog           | Schopfloch, Kirchsteige                   | 1858                  |              |    |
|                | Dachgerüst einer Hofanlage      | Schopfloch, Kirchsteige 1 (Karte)         | 1. Hälfte des 18. Jh. |              |    |
|                | Hofanlage                       | Schopfloch, Kirchsteige 2 (Karte)         | 2. Hälfte des 19. Jh. |              | BW |
|                | Hofanlage                       | Schopfloch, Marktplatz 1 (Karte)          | 1809                  |              | BW |
| Weitere Bilder | Evangelische Bartholomäuskirche | Schopfloch, Marktplatz 5 (Karte)          | 1618                  |              |    |
|                | Hofanlage                       | Schopfloch, Ostendweg 3 (Karte)           | 17./18. Jh.           |              | BW |

## Oberiflingen
| Bild | Bezeichnung                 | Lage                                   | Datierung             | Beschreibung | ID |
| ---- | --------------------------- | -------------------------------------- | --------------------- | --- | -- |
|      | Hofanlage                   | Oberiflingen, Kastanienweg 4 (Karte)   | Ende 19. Jh.          | Gestelztes Quereinhaus mit zweireihigem Längsstall, Ostgiebel verschindelt mit vorkragenden Dachgeschossen, jüngerer Anbau. | BW |
|      | Evangelische Michaelskirche | Oberiflingen, Sulzer Straße 31 (Karte) | Ersterwähnung 1363    | Sachgesamtheit, bestehend aus -Saalkirche mit eingezogenem Chor und Westturm mit Buckelquadern. Umgestaltung 1509, Innenrenovierungen 1905, 1952 und 1979. -Umfriedung des Kirchhofs mit Stützmauern -Gefallenendenkmal von Willi Müller, 1958–61. | BW |
|      | Evangelisches Pfarrhaus     | Oberiflingen, Talstraße 4 (Karte)      | 2. Hälfte des 18. Jh. | Dreigeschossiger Putzbau mit Walmdach. | BW |
|      | Zehntscheuer                | Oberiflingen, Talstraße 6, 8 (Karte)   | 18. Jh.               | Später Pfarrscheuer, heute Gemeindehaus. Massivbau mit Krüppelwalmdach, Giebelfachwerk an Ostseite freiliegend. | BW |
|      | Schul- und Rathaus          | Oberiflingen, Talstraße 10 (Karte)     | 1845                  | Zweigeschossiger Putzbau mit Satteldach. Früher auch Industrieschule. | BW |

## Unteriflingen
| Bild | Bezeichnung                    | Lage                                         | Datierung             | Beschreibung | ID |
| ---- | ------------------------------ | -------------------------------------------- | --------------------- | --- | -- |
|      | Ortsschild                     | Unteriflingen, Bergstraße, Kugelhalde        | 2. Hälfte des 19. Jh. | Gusseisen an Steinpfosten |    |
|      | Gasthaus Ochsen                | Unteriflingen, Bergstraße 1 (Karte)          | 1797                  | Zweigeschossiges Wohnhaus, Obergeschoss verschindelt, vorkragende Giebelgeschosse. Standerker im südwestlichen Erdgeschoss. Umgestaltet 1923.                              | BW |
|      | Laufbrunnen                    | Unteriflingen, Brunnenstraße 6 (Karte)       | 1894                  | Gusseisen, Brunnenstock mit Trog | BW |
|      | Evangelische Margarethenkirche | Unteriflingen, Brunnenstraße 17 (Karte)      | mittelalterlich       | Saalkirche mit westlichem Fassadenturm, 1825 nach Westen erweitert. Innenraum mit dreiseitig umlaufender Empore.                                                           | BW |
|      | Hofanlage                      | Unteriflingen, Brunnenstraße 19 (Karte)      | 1825                  | Gestelztes Quereinhaus mit südöstlich angebauter Durchfahrtsscheuer. Teilweise verschindeltes Fachwerk, Erdgeschoss massiv, Sichtfachwerk mit Formen des 18. Jahrhunderts. | BW |
|      | Kornspeicher                   | Unteriflingen, Brunnenstraße 32 (Karte)      | 1530 oder 1539        | Verputzter Bruchsteinbau mit steilem Satteldach, spitzbogiges Türgewände.                                                                                                  | BW |
|      | Laufbrunnen                    | Unteriflingen, Felsenburgstraße 1 (Karte)    | 1833                  | Steinerner Brunnentrog mit erneuertem Brunnenstock. | BW |
|      | Friedhof                       | Unteriflingen, Felsenburgstraße 15 (Karte)   | 1829                  | Mit Bruchstein-Umfriedungsmauer. | BW |
|      | Ortsschild                     | Unteriflingen, Hofäckerstraße                | 2. Hälfte des 19. Jh. | Gusseisen auf Steinpfosten. |    |
|      | Kornspeicher                   | Unteriflingen, Höflesweg 2 (Karte)           | 18./19. Jh.           | | BW |
|      | Gehöft                         | Unteriflingen, Leinstetter Straße 12 (Karte) | Mitte des 19. Jh.     | | BW |
|      | Kornspeicher                   | Unteriflingen, Margarethenstraße 11 (Karte)  | 17./18. Jh.           | | BW |
|      | Bauernhaus                     | Unteriflingen, Neunecker Straße 21 (Karte)   | 1829                  | | BW |
|      | Hofanlage                      | Unteriflingen, Neunecker Straße 29 (Karte)   | 1819                  | Prüffall | BW |
|      | Kleinbauernhaus                | Unteriflingen, Sommeraustraße 2, 4 (Karte)   | 1860                  | Prüffall | BW |
|      | Hofanlage                      | Unteriflingen, Weingässle 9 (Karte)          |                       | Prüffall | BW |